# Jean Gindra
Jean Gindra (Duitsland, 1788 – Tilleur, 1867) was een Duits-Belgisch tuin- en landschapsarchitect, die vooral in de regio Luik en de beide Limburgen werkzaam was. Zijn stijl is te vergelijken met die van de eveneens uit Duitsland afkomstige Louis Fuchs.

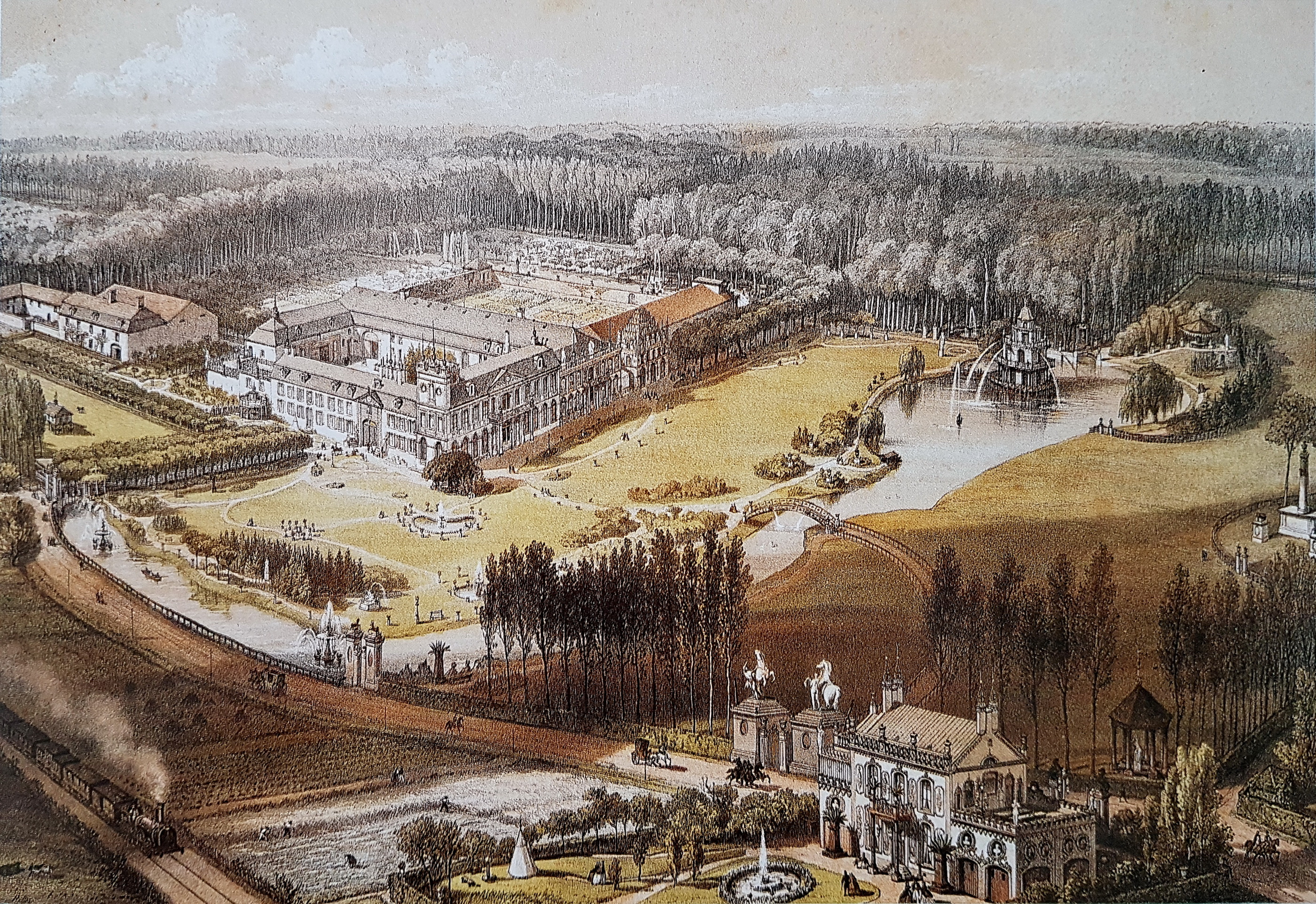
De door Gindra ontworpen lusthof Vaeshartelt (album van P. Regout, 1865)

Jean Gindra was Duitser van geboorte. Mogelijk doordat er in Nederland in die tijd meer mogelijkheden waren voor tuinarchitecten, was hij aanvankelijk in dat land werkzaam. Zo was hij enige tijd hoofdtuinman/uitvoerder op het kasteel Amstenrade. In 1835 vestigde hij zich in Tilleur bij Luik. In de tweede helft van de 19e eeuw ontwierp hij een groot aantal tuinen en parken in Engelse landschapsstijl in België en Zuid-Nederland, onder andere in opdracht van de Maastrichtse entrepreneur Petrus Regout. In 1857 nam Gindra op 69-jarige leeftijd nog deel aan de ontwerpwedstrijd voor het Parc de la Boverie in Luik.
Zijn zoon Jean Baptiste Gindra (1825-1876) was eveneens tuin- en landschapsarchitect en gespecialiseerd in de constructie van rotspartijen. Hij werkte bij verschillende projecten samen met Édouard Keilig.
Bekende ontwerpen van Jean Gindra zijn:
- 1851: park van het kasteel van Loppem (West-Vlaanderen)[4]
- 1852: het park van het kasteel van Mheer (Nederlands Limburg)[5]
- 1853: het park van kasteel Vaeshartelt (Maastricht)
- ca. 1860: het park van La Petite Suisse (Maastricht)
- 1862?: park van kasteel Het Hamel (kasteel afgebroken; parkontwerp van Gindra mogelijk niet uitgevoerd) in Lummen (Belgisch Limburg)
- het Gasthuisbos in Schulen